# 十四か条の平和原則
十四か条の平和原則（じゅうよんかじょうのへいわげんそく、英: Fourteen Points）は、1918年1月8日、アメリカ大統領ウッドロウ・ウィルソンが、アメリカ連邦議会での演説のなかで発表した平和原則である。
十四か条平和原則（じゅうしかじょうへいわげんそく）・十四か条平和構想（じゅうよんかじょうへいわこうそう）・十四か条（じゅうよんかじょう、じゅうしかじょう）ともいう。

## 概要
アメリカは1917年4月6日、ドイツ側に宣戦を布告し、第一次世界大戦に参戦した。そして、アメリカの兵力と豊富な軍需物資によって、ドイツ側は劣勢に立たされた。この第一次世界大戦中、1918年1月8日に上下両院合同会議での演説によって、その講和原則、ひいては大戦後に守られるべき国際的な平和の構想を全世界に提唱した。翌1919年1月に開会されたパリ講和会議においては、米国全権代表となったウィルソンはこの十四か条の平和原則をアメリカの中心的主張とし、それはヴェルサイユ条約の原則となった。また、この平和原則はレーニン政権の「無併合、無賠償、民族自決」という講和の原則を発表したことに応じることを目的ともしていた。

## 内容
「十四か条」の各項目は以下の通りである。
- 第1条：講和の公開、秘密外交の廃止
列強中心の「旧外交」の温床となっていた秘密外交の廃止と、外交における公開原則を提唱した。ただし、イタリアは1915年のロンドン秘密条約において「未回収のイタリア」の獲得を約束されていたので、秘密条約を無効にする平和原則は受け入れられなかった[3]。
- 第2条：公海航行の自由
- 第3条：平等な通商関係の樹立
- 第4条：軍備の縮小
- 第5条：植民地問題の公正な措置
「民族自決」の一部承認（後述）。
- 第6条：ロシアからの撤兵とロシアの自由選択
- 第7条：ベルギーの主権回復
- 第8条：アルザス＝ロレーヌ地方のフランスへの返還
普仏戦争の結果ドイツ領となったアルザス＝ロレーヌ地方のフランスへの返還が含まれる。
- 第9条：イタリア国境の再調整
- 第10条：オーストリア＝ハンガリー帝国の民族自決
オーストリア＝ハンガリー統治下の諸民族の自治の保障。
- 第11条：バルカン諸国の独立保証
- 第12条：オスマン帝国支配下の民族の自治保障
オスマン帝国統治下の諸民族の自治の保障とダーダネルス海峡の自由航行（英語版、中国語版）。
- 第13条：ポーランドの独立
18世紀のポーランド分割の結果消滅していたポーランドの復活・独立。
- 第14条：国際平和機構（国際連盟）の設立

## 影響
「十四か条」のうち、第14条はヴェルサイユ条約の第1編「国際連盟規約」として条文に盛り込まれ国際連盟設立という形で結実した。しかしほとんどの内容はそれまで大戦中に英仏伊日など主要国が結んだ協定や条約を無効にする内容であったため、パリ講和会議ではイギリスやフランスに無視され、ドイツに対して過酷な賠償を科すことになった。

### 「十四か条」と民族自決
「十四か条」は、1917年の十一月革命で成立したロシアのソヴィエト政権が出した「平和に関する布告」（1917年11月18日 / 以下「布告」）に対抗して出された色合いが強いが、それは「民族自決」に関する規定にも現れている。「布告」がヨーロッパ・非ヨーロッパの区別なく植民地を含めた領土・民族の強制的「併合」を否定して民族自決の全面的承認の規定になっているのに対し、同じ連合国で植民地大国であった英・仏などに配慮し、「関係住民（＝属領・植民地住民）の利害が、両国の正当な請求と同等の重要性を有する」とかなり限定的な規定になっており、その具体的な適用範囲も、第10〜13条に現れているように、ほとんど敵対する同盟国の領土（ドイツ帝国・オーストリア・ハンガリー帝国・オスマン帝国）に限定され、実質的にはこれらの国の解体を意味する内容であった。
この結果、ヴェルサイユ条約を初めとする一連の講和条約で民族自決原則を適用され独立を認められたのは、旧ドイツやオーストリア・ハンガリー（およびロシア）支配下英仏の委任統治領（A式が適用され近い将来に独立するものとされた）となった。また、同じドイツ領でもアフリカ・太平洋島嶼部の植民地はB式・C式委任統治領とされ戦勝国である英仏日の事実上の植民地となった。他の植民地・半植民地地域では講和成立後の1921年にイギリスの支援でイランが独立し、1922年にはエジプトの独立が認められた程度である。
しかし、ともかくも帝国主義列強の一角であったアメリカ（およびロシア）が「民族自決」を容認したことの反響は大きく、十四か条における民族自決の適用から外されていたアフリカの大部分やアジアなど植民地・半植民地地域では、この規定を逆手にとって本国（連合国）の政府に対し、より高度の自治や独立を要求する運動が盛んになり、武装蜂起など過激な手段に訴えるなど以後続く民族紛争の切っ掛けともなった。